# Prolixodens crassa
Prolixodens crassa är en snäckart som beskrevs av B.A. Marshall 1978. Prolixodens crassa ingår i släktet Prolixodens och familjen Cerithiopsidae. Inga underarter finns listade i Catalogue of Life.